# Ernst Jünger
Ernst Jünger (Heidelberg, 29 de marzo de 1895-Riedlingen, 17 de febrero de 1998) fue un novelista, filósofo nacionalista, militar y entomólogo alemán. Se hizo conocido públicamente por sus memorias de la Primera Guerra Mundial, Stahlgewittern (1920).
Hijo de un exitoso hombre de negocios y químico, Jünger se rebeló contra una educación acomodada y buscó aventuras en el movimiento juvenil alemán Wandervogel, antes de huir para servir brevemente en la Legión Extranjera Francesa, lo que era un acto ilegal en Alemania. Sin embargo, escapó del procesamiento gracias a los esfuerzos de su padre y pudo alistarse en el Ejército Imperial Alemán al estallar la Primera Guerra Mundial en 1914. Durante una desafortunada ofensiva en 1918, Jünger resultó gravemente herido y recibió la Pour le Mérite, una extraordinaria condecoración para alguien de su rango. Dado que con el fin de la monarquía prusiana en noviembre de 1918 cesaron las nuevas condecoraciones de la clase militar, Jünger, fallecido en 1998, fue el último ganador vivo de la condecoración de la clase militar.
Escribió contra los valores liberales, la democracia y la República de Weimar, pero rechazó los avances de los nazis que estaban ascendiendo al poder. Durante la Segunda Guerra Mundial, Jünger sirvió como capitán del ejército en el París ocupado, pero en 1943 se había vuelto decisivamente contra el totalitarismo nazi, un cambio manifestado en su obra Der Friede (La paz). Jünger fue despedido del ejército en 1944 después de haber sido implicado indirectamente con otros oficiales que habían conspirado para matar al fuhrer Adolf Hitler. Unos meses más tarde, su hijo murió en combate en Italia tras haber sido condenado a un batallón penal por motivos políticos.
Después de la guerra, Jünger fue tratado con cierta sospecha como posible "compañero de viaje" de los nazis. En las últimas etapas de la Guerra Fría, sus escritos poco ortodoxos sobre el impacto del materialismo en la sociedad moderna eran ampliamente vistos como conservadores más que nacionalistas radicales, y sus obras filosóficas llegaron a ser muy apreciadas en los principales círculos intelectuales alemanes. Jünger terminó su vida como una figura literaria honorable, aunque los críticos continuaron acusándolo de glorificar la guerra como una experiencia trascendental en algunas de sus primeras obras. Era un militarista ardiente y una de las figuras más complejas y contradictorias de la literatura alemana del siglo XX.

## Biografía

### Primeros años
Ernst Jünger nació en Heidelberg como el mayor de seis hijos del ingeniero químico Ernst Georg Jünger (1868-1943) y de Karoline Lampl (1873-1950). Dos de sus hermanos murieron cuando eran bebés. Su padre adquirió cierta riqueza en la minería de potasa. Fue a la escuela en Hannover de 1901 a 1905, y de 1905 a 1907 a internados en Hannover y Brunswick. Se reunió con su familia en 1907 en Rehburg y de 1907 a 1912 fue a la escuela con sus hermanos en Wunstorf. Durante este tiempo desarrolló su pasión por las novelas de aventuras y la entomología. Pasó algún tiempo como estudiante de intercambio en Buironfosse, Saint-Quentin, Francia, en septiembre de 1909. Con su hermano menor Friedrich Georg Jünger (1898-1977) se unió al movimiento Wandervogel en 1911. Su primer poema se publicó con la Gaublatt für Hannoverland en noviembre de 1911. En ese momento, Jünger tenía fama de ser un poeta bohemio en ciernes.
En 1913, Jünger estudiaba en el gimnasio de Hamelin. En noviembre viajó a Verdún y se alistó en la Legión Extranjera Francesa para un mandato de cinco años, pero con la intención de llegar al norte de África. Estacionado en un campo de entrenamiento en Sidi Bel Abbès, Argelia, desertó y viajó a Marruecos, pero fue capturado y devuelto al campamento. Seis semanas después, fue expulsado de la Legión debido a la intervención del Ministerio de Asuntos Exteriores alemán y escapó del proceso. En el viaje de regreso, su padre le dijo que el coste de las gestiones ante las autoridades había ascendido a una suma enorme. Jünger fue enviado a un internado en Hannover, donde entre sus compañeros se encontraba el futuro líder comunista Werner Scholem (1895-1940).

### Primera Guerra Mundial
El 1 de agosto de 1914, poco después del inicio de la Primera Guerra Mundial, Jünger se alistó como voluntario por un año y se unió al 73.º Regimiento de Fusileros Hannoverianos de la 19.ª División y, después del entrenamiento, fue transportado al frente de Champaña en diciembre. Fue herido por primera vez en abril de 1915. Mientras estaba de baja por convalecencia, asumió un puesto que su padre le arregló para convertirse en aspirante a oficial (Fahnenjunker). Jünger recibió el nombramiento de teniente (segundo teniente) el 27 de noviembre de 1915. Como líder de pelotón, se ganó una reputación por sus hazañas de combate y su iniciativa en el patrullaje y el reconocimiento ofensivos.

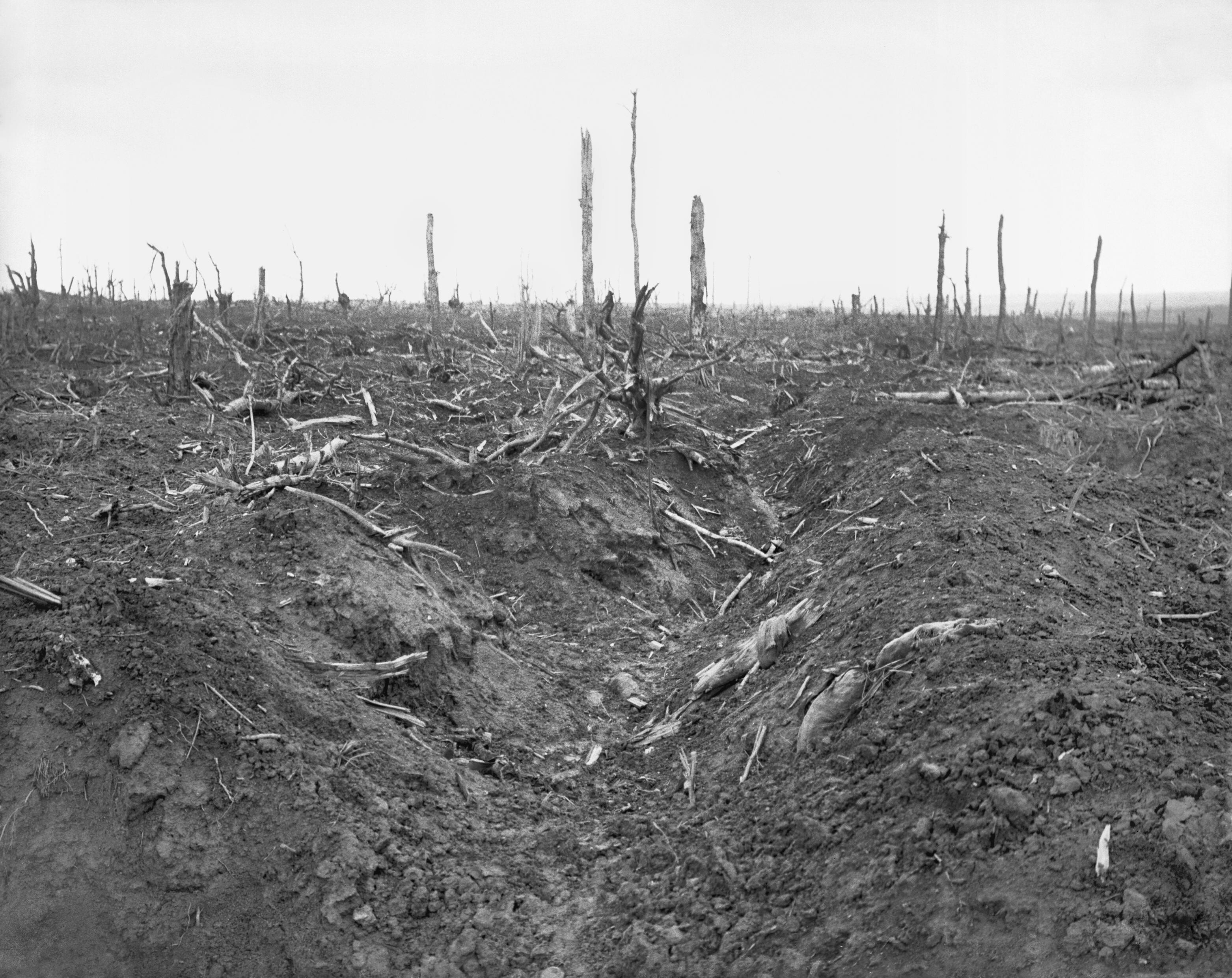
Trincheras alemanas en la Batalla del Somme (1916).

Durante la Batalla del Somme, cerca de los restos destruidos de la aldea de Guillemont, su pelotón tomó una posición de primera línea en un desfiladero que había sido bombardeado hasta que consistió en poco más que un hoyo sembrado de los cadáveres podridos de sus predecesores. El escribió:

Mientras la tormenta azotaba a nuestro alrededor, caminé arriba y abajo por mi sector. Los hombres tenían bayonetas caladas. Permanecieron pétreos e inmóviles, rifle en mano, en el borde delantero de la pendiente, mirando hacia el campo. De vez en cuando, a la luz de una bengala, veía casco de acero tras casco de acero, hoja tras hoja centelleante, y me invadía una sensación de invulnerabilidad. Podríamos ser aplastados, pero seguramente no podremos ser conquistados.

El pelotón fue relevado pero Jünger resultó herido por metralla en la zona de descanso de Combles y hospitalizado; su pelotón volvió a ocupar la posición en vísperas de la batalla de Guillemont y fue aniquilado en una ofensiva británica. Fue herido por tercera vez en noviembre de 1916 y recibió la Cruz de Hierro de Primera Clase en enero de 1917.
En la primavera de 1917, fue ascendido a Hauptmann, al mando de la séptima compañía y estacionado en Cambrai. Transferido a Langemarck en julio, las acciones de Jünger contra el avance británico incluyeron obligar a los soldados en retirada a unirse a su línea de resistencia a punta de pistola. Organizó la evacuación de su hermano Friedrich Georg, que había resultado herido. En la Batalla de Cambrai (1917) Jünger sufrió dos heridas, una de bala que atravesó su casco en la parte posterior de la cabeza y otra de un fragmento de proyectil en la frente.

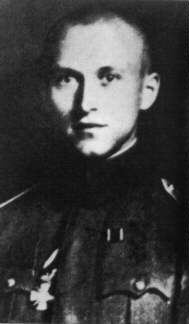
Ernst Junger durante la Primera Guerra Mundial portando su medalla de la Orden de Hohenzollern

Recibió la Orden de Hohenzollern. Mientras avanzaba para tomar posiciones justo antes de la Operación Michael de Ludendorff el 19 de marzo de 1918, Jünger se vio obligado a detenerse después de que los guías se perdieron y, mientras estaban agrupados, la mitad de su compañía se perdió por un impacto directo de la artillería. El propio Jünger sobrevivió y lideró a los supervivientes como parte de un avance exitoso, pero fue herido dos veces hacia el final de la acción, recibiendo disparos en el pecho y, de manera menos grave, en la cabeza. Después de convalecer, regresó a su regimiento en junio, compartiendo la sensación generalizada de que la marea se había vuelto contra Alemania y la victoria era imposible.
El 25 de agosto, fue herido por séptima y última vez cerca de Favreuil, recibiendo un disparo en el pulmón mientras lideraba su compañía en un avance que fue rápidamente superado por un contraataque británico. Al darse cuenta de que la posición donde yacía herido estaba a punto de caer ante el avance de las fuerzas británicas, Jünger se levantó y, mientras lo hacía, sus pulmones drenaron los fluidos a través de la herida en su pecho, lo que le permitió recuperarse lo suficiente para escapar. Se dirigió a un puesto de ametralladoras que resistía, donde un médico le dijo que se acostara inmediatamente. Llevado a la retaguardia envuelto en una lona, él y los porteadores fueron atacados y el médico murió. Un soldado que intentó cargar a Jünger sobre sus hombros murió después de haber recorrido sólo unos metros, pero otro soldado pudo hacerlo.
Jünger recibió la Medalla de herido de primera clase. Mientras recibía tratamiento en un hospital de Hannover, el 22 de septiembre recibió la notificación de que se le había concedido la Pour le Mérite por recomendación del comandante de división Johannes von Busse. Pour le Mérite, la más alta condecoración militar del Imperio Alemán, fue otorgada unas 700 veces durante la guerra, pero casi exclusivamente a oficiales de alto rango (y setenta veces a pilotos de combate). Jünger fue uno de los once líderes de compañías de infantería que recibieron la orden.
Durante toda la guerra, Jünger llevó un diario, que se convirtió en la base de su Tempestades de acero de 1920. Dedicaba su tiempo libre a leer las obras de Nietzsche, Schopenhauer, Ariosto y Kubin, además de revistas entomológicas que le enviaban desde casa. Durante 1917, estuvo recolectando escarabajos en las trincheras y mientras patrullaba, 149 ejemplares entre el 2 de enero y el 27 de julio, que enumeró bajo el título de Fauna coleopterologica douchyensis.

### Período entreguerras
Jünger sirvió como teniente en el ejército de la República de Weimar hasta su desmovilización en 1923. Estudió biología marina, zoología, botánica y filosofía y se convirtió en un conocido entomólogo. En Alemania, un importante premio entomológico lleva su nombre: el "Ernst-Jünger-Preis für Entomologie". Sus experiencias de guerra descritas en Tormenta de acero (título alemán: Stahlgewittern), que Jünger publicó por su cuenta en 1920, lo hicieron poco a poco famoso. Se casó con Gretha von Jeinsen (1906–60) en 1925. Tuvieron dos hijos, Ernst Jr. (1926–44) y Alexander (1934–93).
Criticó la frágil e inestable democracia de la República de Weimar, afirmando que "odiaba la democracia como una peste". Más explícitamente que en Tormenta de Acero, describió la guerra como una experiencia mística que revelaba la naturaleza de la existencia. Según Jünger, la esencia de lo moderno se encontraba en la movilización total para la eficacia militar, que ponía a prueba la capacidad de los sentidos humanos. En 1932, publicó Der Arbeiter, que pedía la creación de una sociedad activista dirigida por guerreros-trabajadores-eruditos. En el ensayo Sobre el dolor, escrito y publicado en 1934, Jünger rechaza los valores liberales de libertad, seguridad, tranquilidad y comodidad, y busca en cambio la medida del hombre en la capacidad de soportar el dolor y el sacrificio. Por esta época, sus escritos incluían el aforismo "lo que no me mata me hace más fuerte; y lo que me mata me hace increíblemente fuerte".

### Tercer Reich

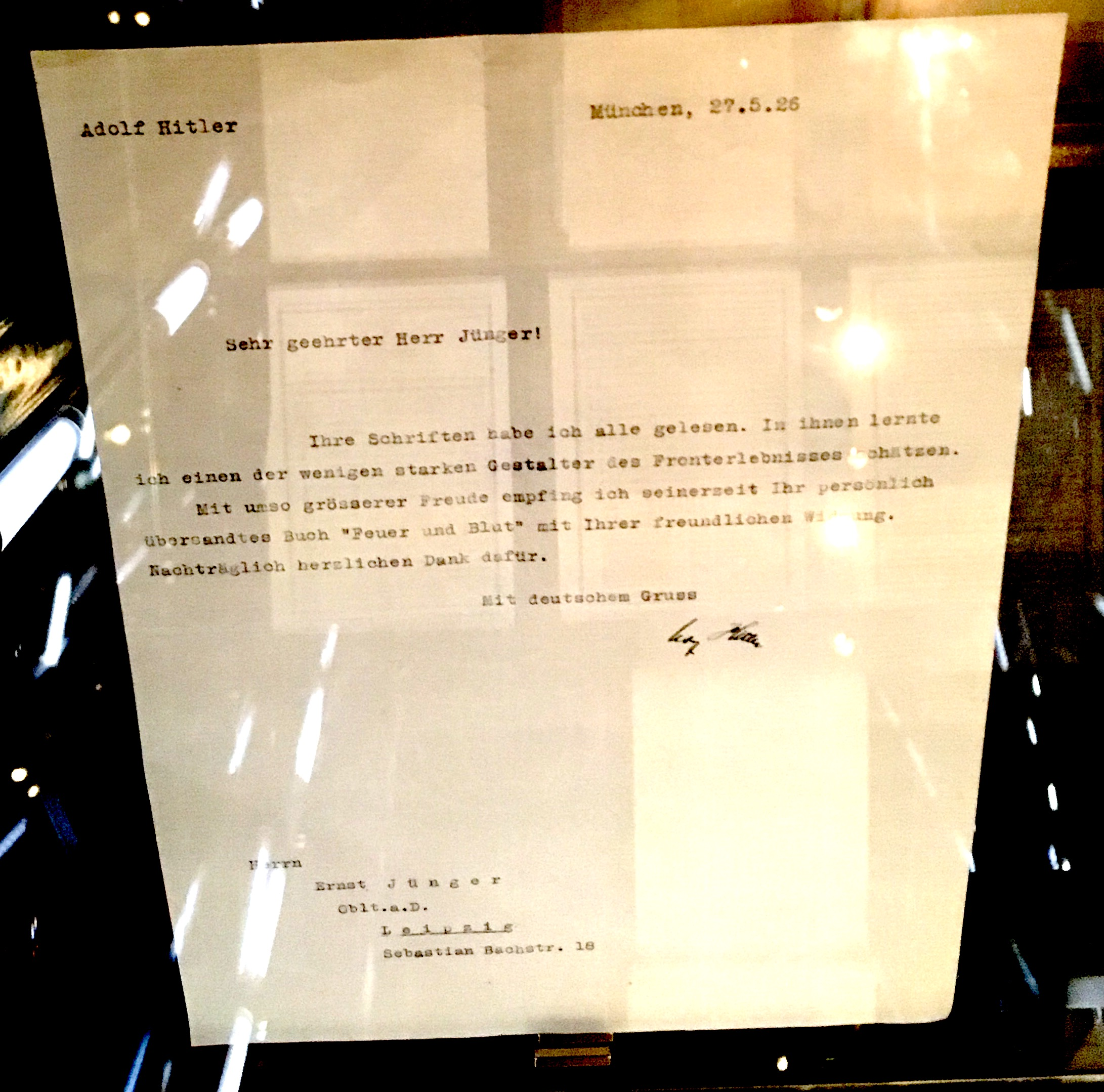
Carta de Adolf Hitler a Ernst Jünger, 27 de mayo. 1926, Museo de Literatura Moderna, Marbach

Como famoso héroe de guerra y destacado crítico nacionalista de la República de Weimar, el creciente Partido Nazi (NSDAP) cortejó a Jünger como un aliado natural, pero Jünger rechazó tales avances. Cuando Jünger se mudó a Berlín en 1927, rechazó una oferta de asiento en el Reichstag para el NSDAP. En 1930, denunció abiertamente la represión del Landvolkbewegung (un pequeño partido agrario) por parte de Hitler. En la edición del 22 de octubre de 1932 del Völkischer Beobachter (el periódico oficial nazi), el artículo Das endlose dialektische Gespräch ("el interminable debate dialéctico") atacaba a Jünger por su rechazo de la doctrina de "sangre y tierra", acusándolo de ser un "intelectualista" y un liberal. Jünger volvió a rechazar un asiento que le ofrecieron en el Reichstag tras la ascensión al poder del Partido Nazi en enero de 1933, y rechazó la invitación para dirigir la Academia Alemana de Literatura (Die deutsche Akademie der Dichtung).
El 14 de junio de 1934, Jünger escribió una "carta de rechazo" al Völkischer Beobachter, en la que pedía que ninguno de sus escritos fuera publicado en él. Jünger también se negó a hablar en la radio de Joseph Goebbels. Fue uno de los pocos autores "nacionalistas" cuyos nombres nunca aparecieron en las frecuentes declaraciones de lealtad a Hitler. Él y su hermano Friedrich Georg abandonaron el Traditionsverein der 73er (la organización de veteranos del regimiento de Hannover en el que habían servido durante la Primera Guerra Mundial) cuando sus miembros judíos fueron expulsados.
Cuando Jünger abandonó Berlín en 1933, la Gestapo registró su casa varias veces. Auf den Marmorklippen, una novela corta en forma de parábola, utiliza metáforas para describir las percepciones negativas de Jünger sobre la situación en la Alemania de Hitler.
Sirvió en la Segunda Guerra Mundial como capitán del ejército. En el frente occidental, en 1939, rescató a un soldado herido y recibió nuevamente la Cruz de Hierro de Segunda Clase. Asignado a un puesto administrativo como oficial de inteligencia y censor de correo en París, socializó (a menudo en el hotel Georges V o en Maxim's) con destacados artistas de la época como Picasso y Jean Cocteau. También acudió a los salones de Marie-Louise Bousquet y Florence Gould. Allí conoció a Jean Paulhan, Henry de Montherlant, Marcel Jouhandeau y Louis-Ferdinand Céline. Jünger también se reunió con este último en el Instituto Alemán el 7 de diciembre de 1941. Anota en su diario parisino (Strahlungen) que Céline en esa ocasión "habló de su consternación, de su asombro por el hecho de que nosotros, los soldados, no estuviéramos disparando, ahorcando y exterminar a los judíos". Transmitió información sobre próximos transportes "con un nivel de riesgo aceptable" que salvaron vidas judías. Su oficina estaba en el Hotel Majestic y estaba alojado en el Hotel Raphael.
Jünger consideró inaceptable el trato discriminatorio que sus compatriotas daban a los judíos franceses. En sus diarios parisinos, el escritor escribió el 7 de junio de 1942 que había encontrado por primera vez la estrella amarilla que portaban tres niñas que pasaban por la calle Royale, y que consideraba ese día como fundamental en su historia personal. porque dice que en ese momento se avergonzó de llevar un uniforme de oficial alemán.
Sus primeros tiempos en Francia se describen en su diario Strahlungen, que incluye Gärten und Straßen (Jardines y calles) y Das erste Pariser Tagebuch (El primer diario parisino). También se le asignó la tarea de ejecutar a un desertor alemán que había golpeado a las mujeres que lo protegían y había sido entregado. Jünger consideró evitar la tarea, pero finalmente asistió para supervisar la ejecución, como afirmó en su diario, "con un espíritu de basta curiosidad".
Jünger aparece en los márgenes del complot del 20 de julio. Fue claramente una inspiración para los conservadores antinazis en el ejército alemán, y mientras estuvo en París estuvo cerca de los viejos oficiales, en su mayoría prusianos, que llevaron a cabo el intento de asesinato contra Hitler. El 6 de junio de 1944, Jünger fue al cuartel general de Erwin Rommel en La Roche-Guyon y llegó tarde, alrededor de las 9 de la noche, porque el puente de Mantes estaba caído. Estuvieron presentes el jefe de personal de Rommel, Hans Speidel, el general Wagener, el coronel Linstow, el consejero de la embajada Peter Pfeiffer, el reportero mayor Wilhelm von Schramm y el cuñado de Speidel, Max Horst (Rommel estaba en Alemania). A las 9.30 p. m. fueron a las habitaciones de Speidel para discutir Der Friede (La Paz), la propuesta de paz de 30 páginas de Jünger (escrita en 1943), que se entregaría a los Aliados después de la muerte de Hitler o su destitución del poder; también se propone una Europa unida. Regresó alrededor de la medianoche. Al día siguiente, en el cuartel general de París, Jünger quedó atónito por la noticia del desembarco de Normandía.
Sin embargo, Jünger sólo estuvo involucrado de forma periférica en los acontecimientos y, posteriormente, en agosto de 1944 sólo sufrió la expulsión del ejército en lugar de la ejecución. Lo salvó el caos de los últimos meses de la guerra y su siempre "excesiva cautela", quemando escritos sobre temas delicados de 1933. Una fuente (Friedrich Hielscher) afirmó que Hitler dijo: "A Jünger no le pasa nada".
Su hijo mayor, Ernst Jr., entonces cadete naval (Kriegsmarine) de dieciocho años, fue encarcelado ese año por participar en "discusiones subversivas" en su Academia Naval de Wilhelmshaven (un delito capital). Transferido a la Unidad Penal 999 como Frontbewährung después de que sus padres hablaran con el juez presidente, el almirante Ernst Scheurlen, fue asesinado cerca de Carrara, en la Italia ocupada, el 29 de noviembre de 1944 (aunque Jünger nunca estuvo seguro de si había recibido un disparo del enemigo o de las SS).

### Posguerra

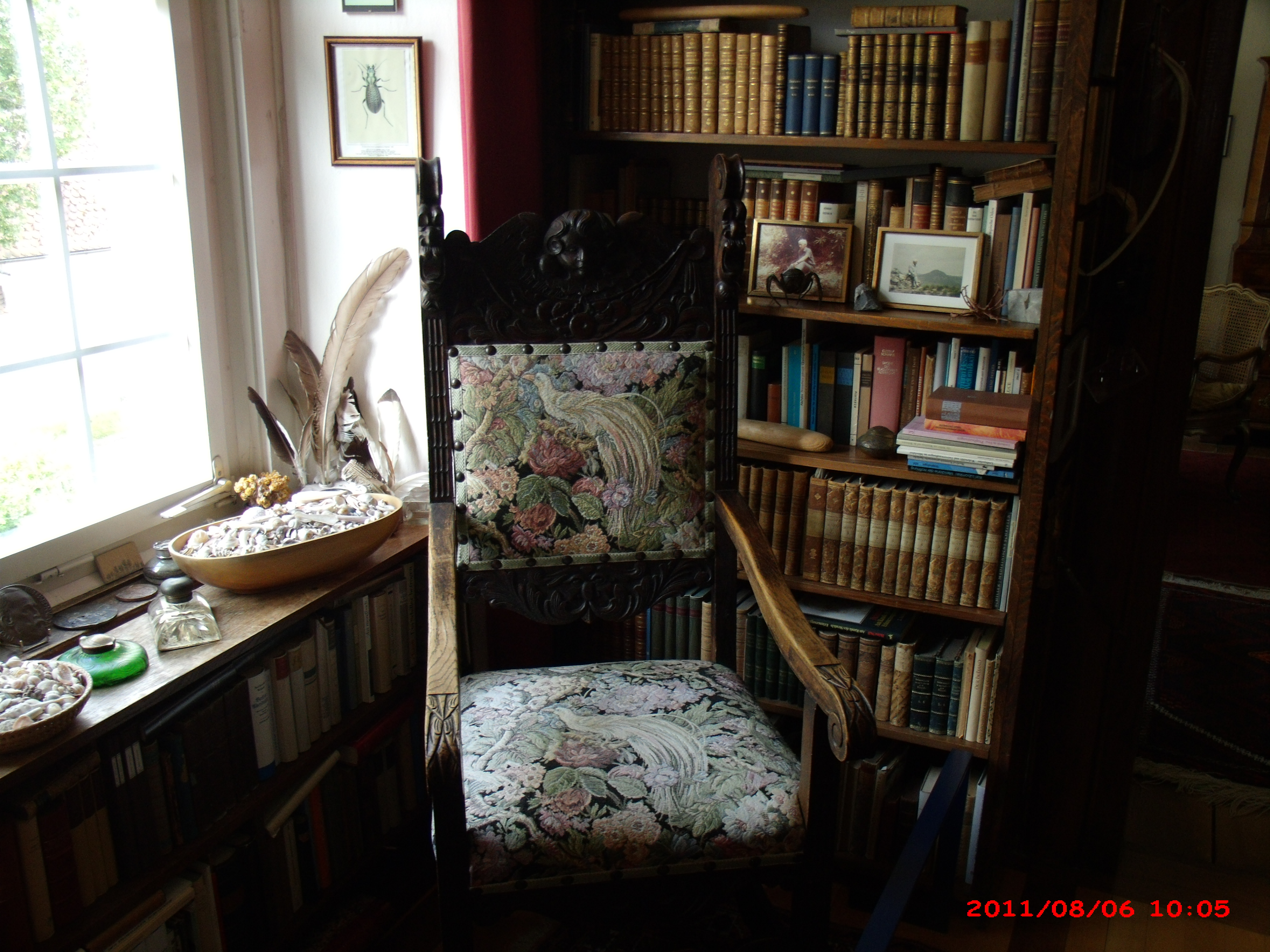
Silla de lectura en la casa de Ernst Junger.

Después de la guerra, Jünger inicialmente estuvo bajo cierta sospecha por su pasado nacionalista, y las fuerzas de ocupación británicas le prohibieron publicar en Alemania durante cuatro años porque se negó a someterse a los procedimientos de desnazificación. Su obra La paz (título alemán: Der Friede), escrita en 1943 y publicada en el extranjero en 1948, marcó el final de su implicación en la política. Cuando los comunistas alemanes amenazaron su seguridad en 1945, Bertolt Brecht les ordenó "dejar en paz a Jünger". Con su imagen pública rehabilitada en la década de 1950, pasó a ser considerado como una figura destacada de la literatura de Alemania Occidental.
El editor de Alemania Occidental Klett publicó su obra completa en diez volúmenes (Werke) en 1965, ampliada a 18 volúmenes entre 1978 y 1983. Esto convirtió a Jünger en uno de los cuatro autores alemanes que vieron publicadas dos ediciones posteriores de sus obras completas durante su vida, junto con Goethe, Klopstock y Wieland.
Sus diarios de 1939 a 1949 se publicaron con el título Strahlungen (1948, Reflexiones). En las décadas de 1950 y 1960, Jünger viajó mucho. Su primera esposa, Gretha, murió en 1960 y en 1962 se casó con Liselotte Lohrer. Continuó escribiendo prodigiosamente durante toda su vida, publicando más de 50 libros.
Martin Heidegger estuvo fuertemente influenciado por El trabajador de Jünger, aunque no consideraba a Jünger como un filósofo. La interpretación de Heidegger de la obra de Jünger está recopilada en el volumen 90 de su edición completa, titulada Zu Ernst Jünger.
Jünger fue uno de los precursores del realismo mágico. Su visión Gläserne Bienen, de un futuro en el que un mundo automatizado impulsado por máquinas amenaza el individualismo, podría verse como una historia dentro del género de la ciencia ficción. Un poeta sensible con formación en botánica y zoología, además de soldado, sus obras en general están llenas de tremendos detalles del mundo natural.
A lo largo de su vida había experimentado con drogas como el éter, la cocaína y el hachís; y más adelante en su vida consumió mescalina y LSD. Estos experimentos fueron registrados exhaustivamente en Annäherungen. La novela Besuch auf Godenholm  está claramente influenciada por sus primeros experimentos con mescalina y LSD. Se reunió con el inventor del LSD, Albert Hofmann, y tomaron LSD juntos varias veces. Las memorias de Hofmann, LSD, My Problem Child, describen algunas de estas reuniones.

### Últimos años

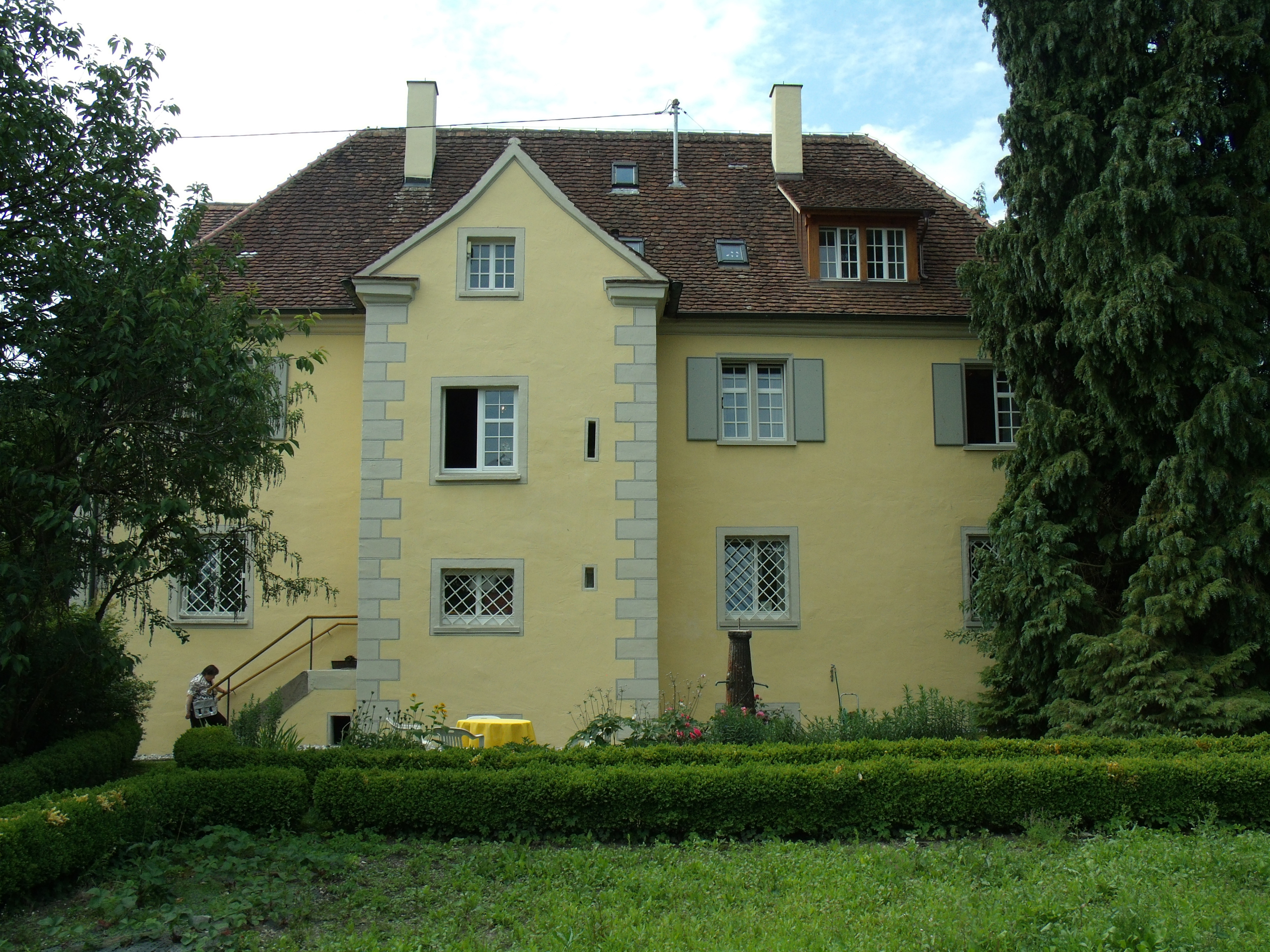
Casa de Junger en Wilflingen.

Una de las contribuciones más importantes de la producción literaria posterior de Jünger es la figura metahistórica del "Anarca", una figura ideal de un individuo soberano, concebida en su novela Eumeswil (1977), que evolucionó a partir de su concepción anterior del Waldgänger, o "trota bosques" por influencia de la concepción de Max Stirner de lo Único (der Einzige).
En 1981, Jünger recibió el Premio Mundial Cino Del Duca. Jünger fue inmensamente popular en Francia, donde en un momento se imprimieron 48 de sus libros traducidos. En 1984, habló en el memorial de Verdún, junto a sus admiradores, el presidente francés François Mitterrand y la canciller alemana, donde calificó la "ideología de la guerra" en Alemania antes y después de la Primera Guerra Mundial como "un error calamitoso". En Francia sigue siendo casi un ídolo de la extrema derecha identitaria y europeísta (en las obras del filósofo Alain de Benoist).
Aunque había sido absuelto de la acusación de colaboración nazi desde la década de 1950, el conservadurismo nacional de Jünger y su papel continuo como filósofo e icono conservador lo convirtieron en una figura controvertida, y Huyssen (1993) argumentó que, sin embargo, "su literatura conservadora hizo que el nazismo fuera muy atractivo" y que "la ontología de la guerra representada en Tormenta de Acero podría interpretarse como un modelo para una nueva sociedad ordenada jerárquicamente más allá de la democracia, más allá de la seguridad de la sociedad burguesa y el tedio". Walter Benjamin escribió "Teorías del fascismo alemán" (1930) como reseña de Guerra y guerrero, una colección de ensayos editada por Jünger. A pesar de las continuas críticas políticas a su trabajo, Jünger dijo que nunca se arrepintió de nada de lo que escribió y que jamás se retractaría.
Su hijo menor, Alexander, médico, se suicidó en 1993. El centenario de Jünger, el 29 de marzo de 1995, fue recibido con elogios de muchos sectores, incluido el presidente socialista francés François Mitterrand.

## Obra literaria

### La emboscadura
Antonio Escohotado, uno de los primeros pensadores españoles en divulgar la obra de Jünger, describió La emboscadura en una reseña disponible (bajo dominio público) en su web que citamos a continuación: "Abrumados por la derrota y la miseria, no menos que por su responsabilidad en el Holocausto, los alemanes inauguraban una democracia muy vigilada, escindidos en hermanos irreconciliables por exigencias de la Guerra Fría. Y en ese clima –de terror, confusión, verguënza y baño propagandístico- Jünger redacta un majestuoso himno a la dignidad humana: La emboscadura (1951). Desde los antípodas del ánimo patético y el victimismo, recuerda que el tema de nuestra vida sigue siendo resistir a la opresión, sean cualesquiera sus formas, y que de mantener dicha resistencia se derivan innumerables alegrías y cumplimientos. Dicha respuesta recae ahora sobre una figura que Jünger bautiza como el Emboscado, cuya esencia es “la persona singular soberana".
"El auténtico problema es que una mayoría no quiere la libertad y aun le tiene miedo. Para llegar a ser libre hay que ser libre, pues la libertad es existencia, concordancia consciente con la existencia, y es el placer, sentido como destino, de hacerla realidad. (La emboscadura)."
Esta obra expone que la libre acción es el único poder que vence al miedo, si bien sólo allí donde además de resistencia al soborno o a la coacción es también “placer”, disfrute de sí misma. La emboscadura examina diversas estrategias de guerrilla para oponerse a lo intolerable -aliado primario del miedo-, llamándolo “crueldad” o violencia gratuita. 
Estas premisas son una declaración de guerra al gregarismo y a la propaganda, por no decir que una declaración de guerra a la autoridad coactiva en general. Pero resistir viene de que los emboscados se vacunaron contra el nihilismo –al expulsar de sus pechos el resentimiento ante la necesidad de morir-, y gracias a ello topan con fuentes de vida que ofrecen “manantiales de abundancia, veneros de poder cósmico”. Fuere cual fuere su suerte particular, “son conscientes de la inatacable profundidad [...] y la plenitud del mundo”. Eso funda en ellos ánimos de benevolencia, como funda el amor de los padres propia estima en los hijos. Las líneas finales del libro, que resumen el paisaje deparado por el bosque, dicen así: “Lo grisáceo, lo polvoriento, se adhieren únicamente a la superficie. Quien cava más hondo alcanza en cualquier desierto el estrato donde se halla el manantial. Y con las aguas sube a la superficie una fecundidad nueva”. (Goce y exigencias de la libertad, 2003).

### Otras obras
Desde que en los años 1950 entablara amistad con Albert Hofmann, el creador del LSD, varios de los libros de Jünger versaron de forma directa o indirecta sobre la experiencia psicodélica.
En 1952, después de su primera experiencia con el LSD, escribe Besuch auf Godenholm [Visita a Godenholm], cuya publicación coincidió con la aparición de Las puertas de la percepción, de Aldous Huxley. También hay referencias en su novela Heliopolis (1949).
Su otro gran libro sobre el tema de las drogas es Annäherungen. Drogen und Rausch [Acercamientos. Drogas y ebriedad], de 1970. Esta obra, en la que el autor acuñó el término psiconautas ('navegantes de la psique'), expone las numerosas experiencias de Jünger con varios tipos de sustancias psicoactivas, tanto enteogénicas como estimulantes u opiáceos. 
Hacia 1977 escribe otra de sus obras más conocidas, Eumeswil, donde sobresale la figura del «anarca», personaje preconfigurado por Albert Camus en su libro L'homme révolté [El hombre rebelde] (1951). La sustancia del anarca es la creación, la del anarquista es la destrucción. Así, dice Jünger: "El anarca no es el antagonista del monarca sino su polo contrario, algo a lo que el poder del monarca no llega... No es el adversario sino su correspondencia".
"El paso más rudimentario hacia la libertad es liberarse de toda servidumbre (creencia) política".
"El monarca quiere dominar a muchos, el anarca solo a sí mismo".
En 1959 se le otorgó la Cruz del Mérito Federal, junto al pintor Otto Dix; y en 1982 recibió el Premio Goethe.
Uno de sus últimos textos sería Die Schere [La tijera], publicado en 1989, cuando Jünger contaba 94 años de edad. De gran valor histórico y literario son sus diarios de la Segunda Guerra Mundial, agrupados bajo el título general de Radiaciones. En la actualidad, su obra está considerada como una de las mayores contribuciones a la literatura en lengua alemana en el siglo XX.
Murió el 17 de febrero de 1998, a 40 días de cumplir 103 años de edad.

### Enumeración de su obra escrita
- In Stahlgewittern (1920)
- Der Kampf als inneres Erlebnis (1922)
- Sturm (1923)
- Feuer und Blut (1925)
- Das Wäldchen 125 (1925)
- Das abenteuerliche Herz. Aufzeichnungen bei Tag und Nacht (1929)
- Der Arbeiter. Herrschaft und Gestalt (1932)
- Blätter und Steine (1934)
- Afrikanische Spiele (1936)
- Das abenteuerliche Herz. Figuren und Capricios (1938)
- Auf den Marmorklippen (1939)
- Gärten und Straßen (1942)
- Myrdun. Briefe aus Norwegen (1943)
- Der Friede. Ein Wort an die Jugend Europas und an die Jugend der Welt. (1945)
- Atlantische Fahrt (1947)
- Sprache und Körperbau (1947)
- Ein Inselfrühling (1948)
- Heliopolis. Rückblick auf eine Stadt (1949)
- Strahlungen (1949)
- Am Kieselstrand (1950)
- Über die Linie (1951)
- Der Waldgang (1951)
- Besuch auf Godenholm (1952)
- Der gordische Knoten (1953)
- Das Sanduhrbuch (1954)
- Am Sarazenturm (1955)
- Rivarol (1956)
- Gläserne Bienen (1957)
- Jahre der Okkupation (1958)
- An der Zeitmauer (1959)
- Der Weltstaat (1960)
- Typus, Name, Gestalt (1963)
- Grenzgänge. Essays. Reden. Träume (1966)
- Subtile Jagden (1967)
- Sgraffiti (1969)
- Ad hoc (1970)
- Annäherungen. Drogen und Rausch (1970)
- Die Zwille (1973)
- Zahlen und Götter. Philemon und Baucis. Zwei Essays (1974)
- Eumeswil (1977)
- Siebzig verweht I (1980)
- Siebzig verweht II (1981)
- Aladins Problem (1983)
- Máxima – Mínima, Adnoten zum 'Arbeiter'  (1983)
- Autor und Autorschaft (1984)
- Eine gefährliche Begegnung (1985)
- Zwei Mal Halley (1987)
- Die Schere (1989)
- Prognosen (1993)
- Siebzig verweht III (1993)
- Siebzig verweht IV (1995)
- Siebzig verweht V (1997)
- Venganza tardía — Tres caminos a la escuela (1998, ed. póstuma)